# Lathroteles obscura
Lathroteles obscura is een vlinder uit de familie van de grasmotten (Crambidae), uit de onderfamilie van de Lathrotelinae. De wetenschappelijke naam van deze soort is voor het eerst gepubliceerd in 1971 door John Frederick Gates Clarke.
De soort komt voor in Frans-Polynesië (Rapa Iti).